# المناطق القاعية
المناطق القاعية هي المنطقة الإيكولوجية عند أدنى مستوى من الماء، مثل محيط أو بحيرة , يوجد كائنات حية تعيش في هذه المنطقة تسمى القاع، على سبيل المثال المجتمع اللافقاري القاعية، بما في ذلك قشريات و متعددة الأشواك.
```

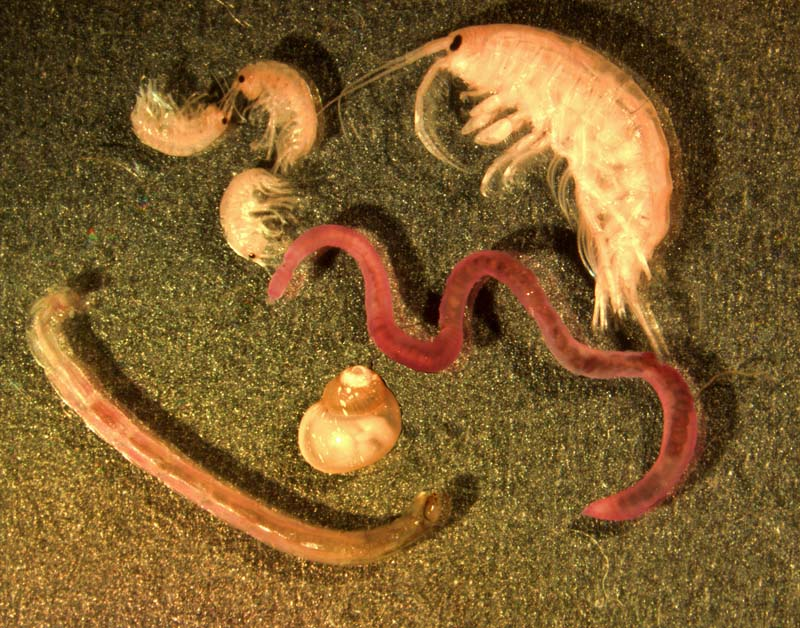
حيوانات قاعية

تعيش الكائنات الحية علاقة وثيقة مع القاع وكثير منها تتواجد بشكل دائم في القاع، الطبقة السطحية من التربة وطبقة الحدود القاعية، هو جزء لا يتجزأ من المنطقة القاعية، لأنه يؤثر بشكل كبير على النشاط 
البيولوجي
 الذي يحدث هناك. 
```

من الأمثلة ع طبقات التراب النتوءات الصخرية , شعاب مرجانية ,و طين الخليج.

## الوصف
تبدأ المنطقة القاعية للمحيطات عند الخط الشاطئي (منطقة مد وجزر أو الحزام الشرقي ) وتمتد إلى أسفل على طول سطح جرف قاري إلى الحر. 

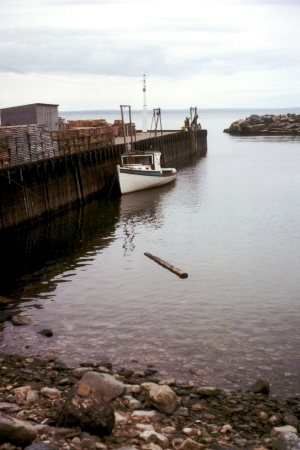
ارتفاع منسوب المياه (مد)

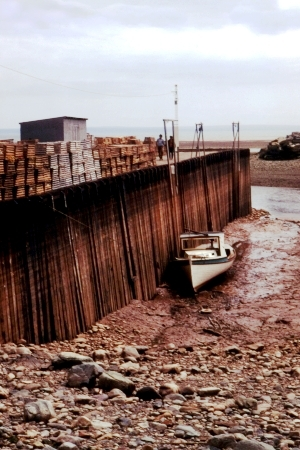
انخفاض منسوب المياه (جزر)

للمقارنة، المنطقة السطحية هي المصطلح الوصفي للمنطقة الإيكولوجية فوق القاع، بما في ذلك عمود المياه حتى السطح. يمكن أن تشمل المنطقة القاعية المناطق التي لا تبعد سوى بضع بوصات تحت الماء، مثل البرك الضحلة؛ وفي الطرف الآخر من الطيف، تشمل قاع المحيطات العميقة المستويات السفلية تتراوح ببين 4000_6000 متر.

## الكائنات
الموضوع الاساسي: الكائنات البحرية
الكائنات البحرية هي الكائنات التي تعيش في المنطقة القاعية، وهي تختلف عن تلك الموجودة في مكان آخر في عمود المياه (هو العمود المفاهيمي الماء من سطح البحر، نهر أو بحيرة إلى رواسب القاع ) وقد تكيفت العديد من الناس للعيش في القاع. يمكن اعتبارها مخلوقات مهيمنة ; لكنها غالبا ما تكون مصدرا لفرائس مثل قرش ليموني  
العديد من الكائنات الحية التي تتكيف مع ضغط المياه العميقة لا يمكنها البقاء في الأجزاء العليا من عمود الماء ويمكن أن يكون فارق الضغط كبيرا جدا، ونظرا لأن الضوء لا يخترق على عمق كبير في مياه المحيطات، فإن مصدر الطاقة للنظام الإيكولوجي القاع غالبا ما يكون مادة عضوية من أعلى في عمود الماء الذي ينجرف إلى أعماق. هذه المادة متحللة تحافظ على سلسلة غذائية القاعية.